# Théologie anglicane
 (février 2014).
Si vous disposez d'ouvrages ou d'articles de référence ou si vous connaissez des sites web de qualité traitant du thème abordé ici, merci de compléter l'article en donnant les références utiles à sa vérifiabilité et en les liant à la section « Notes et références ».
La théologie anglicane est le corps d'enseignements chrétiens employé pour diriger les pratiques morales et religieuses des Anglicans.

## Approche de la doctrine
L'anglicanisme ne possède pas de confession de foi convenue, comme la confession de foi de Westminster presbytérienne, ni ne revendique de théologien fondateur, comme Jean Calvin ou Martin Luther, ou d'autorité centrale, comme l'Église catholique, pour mettre en place les paramètres de pratique et croyance acceptables. Les fondements universellement convenus de la théologie anglicane sont les trois credos majeurs des premiers conciles œcuméniques (les conciles des Apôtres, de Nicée et d'Athanase, les principes consacrés dans le Quadrilatère de Chicago-Lambeth et l'autorité dispersée des quatre instruments de communion de la communion anglicane.